# Isòtops del zinc
El zinc (Zn) natural es compon de 5 isòtops estables, el 64Zn, el 66Zn, el 67Zn, el 68Zn, i el 70Zn sent el 64Zn el més abundant (48,6% abundància natural). S'han caracteritzat 21 radioisòtops, sent el més abundant i estable el 65Zn amb un període de semidesintegració de 244,26 dies, i el 72Zn amb un període de semidesintegració de 46,5 hores. La resta d'isòtops radioactius tenen períodes de semidesintegració menors a 14 hores i la majoria d'ells menor a 1 segon. Aquest element té 4 isòmers nuclears.
El Zinc ha estat proposat com a material per a la fabricació de bombes salades en armes nuclears, juntament amb el cobalt. Un embolcall de 64Zn isotòpicament enriquit, irradiat per un flux de neutrons altament energètic provinent de l'explosió d'una arma termonuclear, transmutaria a Zn-65 amb un període de semidesintegració de 244 dies i produiria aproximadament 2,27 MeV de radiació gamma, incrementant significativament la intensitat de la pluja radioactiva durant dies. No es coneix del cert si aquest tipus d'armes s'han construït, testat o usat mai.

Massa atòmica estàndard: 65.409(4) u

## Taula
| Símbol del núclid | Z(p)                | N(n)                | massa isotòpica(u)  | període de semidesintegració | Espín nuclear | composició isotòpics representativa (fracció molar) | rang de variació natural (fracció molar) |
| Símbol del núclid | energia d'excitació | energia d'excitació | energia d'excitació | període de semidesintegració | Espín nuclear | composició isotòpics representativa (fracció molar) | rang de variació natural (fracció molar) |
| ----------------- | ------------------- | ------------------- | ------------------- | ---------------------------- | ------------- | --------------------------------------------------- | ---------------------------------------- |
| 54Zn              | 30                  | 24                  | 53.99295(43)#       |                              | 0+            |                                                     |                                          |
| 55Zn              | 30                  | 25                  | 54.98398(27)#       | 20# ms [>1.6 µs]             | 5/2-#         |                                                     |                                          |
| 56Zn              | 30                  | 26                  | 55.97238(28)#       | 36(10) ms                    | 0+            |                                                     |                                          |
| 57Zn              | 30                  | 27                  | 56.96479(11)#       | 38(4) ms                     | 7/2-#         |                                                     |                                          |
| 58Zn              | 30                  | 28                  | 57.95459(5)         | 84(9) ms                     | 0+            |                                                     |                                          |
| 59Zn              | 30                  | 29                  | 58.94926(4)         | 182.0(18) ms                 | 3/2-          |                                                     |                                          |
| 60Zn              | 30                  | 30                  | 59.941827(11)       | 2.38(5) min                  | 0+            |                                                     |                                          |
| 61Zn              | 30                  | 31                  | 60.939511(17)       | 89.1(2) s                    | 3/2-          |                                                     |                                          |
| 61m1Zn            | 88.4(1) keV         | 88.4(1) keV         | 88.4(1) keV         | <430 ms                      | 1/2-          |                                                     |                                          |
| 61m2Zn            | 418.10(15) keV      | 418.10(15) keV      | 418.10(15) keV      | 140(70) ms                   | 3/2-          |                                                     |                                          |
| 61m3Zn            | 756.02(18) keV      | 756.02(18) keV      | 756.02(18) keV      | <130 ms                      | 5/2-          |                                                     |                                          |
| 62Zn              | 30                  | 32                  | 61.934330(11)       | 9.186(13) h                  | 0+            |                                                     |                                          |
| 63Zn              | 30                  | 33                  | 62.9332116(17)      | 38.47(5) min                 | 3/2-          |                                                     |                                          |
| 64Zn              | 30                  | 34                  | 63.9291422(7)       | STABLE [>2.3E+18 a]          | 0+            | 0.48268(321)                                        |                                          |
| 65Zn              | 30                  | 35                  | 64.9292410(7)       | 243.66(9) d                  | 5/2-          |                                                     |                                          |
| 65mZn             | 53.928(10) keV      | 53.928(10) keV      | 53.928(10) keV      | 1.6(6) µs                    | (1/2)-        |                                                     |                                          |
| 66Zn              | 30                  | 36                  | 65.9260334(10)      | ESTABLE                      | 0+            | 0.27975(77)                                         |                                          |
| 67Zn              | 30                  | 37                  | 66.9271273(10)      | ESTABLE                      | 5/2-          | 0.04102(21)                                         |                                          |
| 68Zn              | 30                  | 38                  | 67.9248442(10)      | ESTABLE                      | 0+            | 0.19024(123)                                        |                                          |
| 69Zn              | 30                  | 39                  | 68.9265503(10)      | 56.4(9) min                  | 1/2-          |                                                     |                                          |
| 69mZn             | 438.636(18) keV     | 438.636(18) keV     | 438.636(18) keV     | 13.76(2) h                   | 9/2+          |                                                     |                                          |
| 70Zn              | 30                  | 40                  | 69.9253193(21)      | ESTABLE [>1.3E+16 a]         | 0+            | 0.00631(9)                                          |                                          |
| 71Zn              | 30                  | 41                  | 70.927722(11)       | 2.45(10) min                 | 1/2-          |                                                     |                                          |
| 71mZn             | 157.7(13) keV       | 157.7(13) keV       | 157.7(13) keV       | 3.96(5) h                    | 9/2+          |                                                     |                                          |
| 72Zn              | 30                  | 42                  | 71.926858(7)        | 46.5(1) h                    | 0+            |                                                     |                                          |
| 73Zn              | 30                  | 43                  | 72.92978(4)         | 23.5(10) s                   | (1/2)-        |                                                     |                                          |
| 73m1Zn            | 195.5(2) keV        | 195.5(2) keV        | 195.5(2) keV        | 13.0(2) ms                   | (5/2+)        |                                                     |                                          |
| 73m2Zn            | 237.6(20) keV       | 237.6(20) keV       | 237.6(20) keV       | 5.8(8) s                     | (7/2+)        |                                                     |                                          |
| 74Zn              | 30                  | 44                  | 73.92946(5)         | 95.6(12) s                   | 0+            |                                                     |                                          |
| 75Zn              | 30                  | 45                  | 74.93294(8)         | 10.2(2) s                    | (7/2+)#       |                                                     |                                          |
| 76Zn              | 30                  | 46                  | 75.93329(9)         | 5.7(3) s                     | 0+            |                                                     |                                          |
| 77Zn              | 30                  | 47                  | 76.93696(13)        | 2.08(5) s                    | (7/2+)#       |                                                     |                                          |
| 77mZn             | 772.39(12) keV      | 772.39(12) keV      | 772.39(12) keV      | 1.05(10) s                   | 1/2-#         |                                                     |                                          |
| 78Zn              | 30                  | 48                  | 77.93844(10)        | 1.47(15) s                   | 0+            |                                                     |                                          |
| 78mZn             | 2673(1) keV         | 2673(1) keV         | 2673(1) keV         | 319(9) ns                    | (8+)          |                                                     |                                          |
| 79Zn              | 30                  | 49                  | 78.94265(28)#       | 0.995(19) s                  | (9/2+)        |                                                     |                                          |
| 80Zn              | 30                  | 50                  | 79.94434(18)        | 545(16) ms                   | 0+            |                                                     |                                          |
| 81Zn              | 30                  | 51                  | 80.95048(32)#       | 290(50) ms                   | 5/2+#         |                                                     |                                          |
| 82Zn              | 30                  | 52                  | 81.95442(54)#       | 100# ms [>300 ns]            | 0+            |                                                     |                                          |
| 83Zn              | 30                  | 53                  | 82.96103(54)#       | 80# ms [>300 ns]             | 5/2+#         |                                                     |                                          |